# Tipula (Serratipula) tristis
Tipula (Serratipula) tristis is een tweevleugelige uit de familie langpootmuggen (Tipulidae). De soort komt voor in het Nearctisch gebied.